# جورج ئی. اسپنسر
جورج ئی. اسپنسر (به انگلیسی: George E. Spencer) سناتور سابق عضو حزب جمهوری‌خواه ایالات متحده آمریکا بود. وی در سال ۱۸۶۸ تا ۱۸۷۹ میلادی سناتور ایالت آلاباما در سنای ایالات متحده آمریکا بود.